# Peter Cousens
Peter Cousens (ur. 2 listopada 1955 w Tamworth) – australijski aktor i reżyser teatralny, telewizyjny i filmowy, piosenkarz.

## Życiorys

### Wczesne lata
Uczęszczał do The Armidale School w Armidale, Gordonstoun School Scotland oraz St. Paul's College Sydney University. W 1978 roku ukończył National Institute of Dramatic Art (NIDA).

### Kariera
Debiutował na scenie Marian Street Theatre w Sydney w musicalu Fanny (1979). Śpiewał na deskach Sydney Theatre Company w musicalu Chicago (1981) i wystąpił jako Osric w spektaklu Hamlet (1981). Grał na scenie Queensland Theatre Company w przedstawieniach: You never can tell (1979), Sprawa Moranta (Breaker Morant, 1979), Camille (1986) i musicalu Sentymentalny chłopak (The Sentimental Bloke, 1988).
Po raz pierwszy pojawił się na małym ekranie w miniserialu The Timeless Land (1980) oraz jako Dr Russell Edwards w operze mydlanej Młodzi lekarze (The Young Doctors, 1980-81). Sympatię telewidzów zawdzięcza kreacji Dennisa Harpera w miniserialu Powrót do Edenu (Return to Eden, 1986). W serialu Córki McLeoda (McLeod's Daughters, 2002) wystąpił w roli Paula Hardinga, a także pojawił się w kilku odcinkach opery mydlanej Synowie i córki (Sons and Daughters, 2004) jako Luke Carlyle.
W latach 1995-97, 1999, 2001-2002 otrzymał tytuł Ambasadora Dnia Australii. W 1996 i 2003 roku został uhonorowany nagrodą "Variety Club of Australia Heart Award".
Jest stałym członkiem Narodowego Stowarzyszenia Zapobiegania Wykorzystywaniu i Zaniedbywaniu Dziecka (NAPCAN-Prevention of Child Abuse and Neglect).
W 2014 roku zadebiutował jako reżyser dramatu Wolność (Freedom) z udziałem Cuby Goodinga Jr., Williama Sadlera i Sharon Leal.

### Życie prywatne
W 1984 poślubił aktorkę Suzanne Roylance, mają trzy córki: Daisy (ur. 1988), Rose (ur. 1990) i Marigold (ur. 1993).

## Dyskografia

### single
- 1992: Love Changes Everything (wyd. Polydor)

### albumy
- 1994: Corner of the Sky (wyd. Polygram)
- 1996: From a Distance (wyd. Polydor; 1 kwietnia)
- 2001: A Life On Earth
- 2003: A Musical Christmas

### gościnnie
- 1993: Marina Prior – Seeing is Believing (wyd. Sony)
- 1993: Love Changes Everything (wyd. Polydor)
- 1996: The International Symphonic Recording Miss Saigon
- 1996: Are We Nearly There Yet (wyd. MBF)
- 1997: The No. 1 Australian musical album